# 살결
"살결"은 2007년에 개봉한 대한민국의 영화이다.

## 캐스팅
- 김윤태 : 민우 역
- 최보영 : 종이 역
- 김주령 : 재희 역
- 김의동 : 수영 / 수미 역
- 이상훈 : 신준기 역
- 최무성 : 민우형 역
- 서경화 : 민우형수 역
- 하지혜 : 자전거소녀 역
- 심혜란 : 커피숍 서빙 역
- 홍지연 : 뉴스 앵커 역
- 김광민 : 남학생 역
- 김종엽 : 보드타는소년 역
- 박병은 : 젊은남자 역
- 장석원 : 뻑치기불량배 역
- 정만식 : 뻑치기불량배 역
- 김태환 : 뻑치기불량배 역
- 김범준 : 치과의사 역
- 윤기원 : 박기자 역 (특별출연)
- 이대연 : 종이양부 역 (특별출연)
- 명계남 : 복덕방중계인 역 (특별출연)
- 최용민 : 철물점주인 역 (특별출연)